# Wang Xuan
Wang Xuan (xinès: 王 选, pinyin: Wáng Xuǎn) (Wuxi 1937 - 2006 Pequín) científic i empresari xinès. Va dedicar la seva vida als caràcters xinesos, les arts gràfiques i la investigació del processament informàtic de la imatge. Va resoldre els problemes tecnològics cabdals en la fotocomposició per làser dels caràcters xinesos, obrint una primera finestra a la informatització de la indústria editorial i informativa xinesa. A aquest procés se'l coneix com "la reinvenció de l'art de la impremta dels caràcters xinesos", el que li va comportar el sobrenom de "el segon Bi Sheng" (毕 升). Membre de l'Acadèmia de Ciències de la Xina i de l'Acadèmia Xinesa d'Enginyeria.

## Biografia
Wang Xuan va néixer el 5 de febrer de 1937 a Wuxi, província de Jiangsu a la Xina. El seu besavi Wang Wei era un estudiós de la dinastia Qing. El pare Wang Shouqi es va graduar a l'Escola Pública Nanyang com a comptable i el seu avi matern Zhou Dazhang va ser la primera persona a la Xina que va canviar la fórmula matemàtica de vertical a horitzontal. Un dels seus germans Wang Xun és professor de física a la Universitat Fudan i acadèmic de l'Acadèmia Xinesa de Ciències.
Entre el 1941 i el 1954, va estudiar a l'escola primaria de Xangai -Shanghai Tianping Road-. El 1958 es va graduar al Departament de Matemàtiques de la Universitat de Pequín. Després de la seva graduació, es va convertir en professor. Entre 1978 i 1995, va ser professor associat i director de l'Institut d'Informàtica i Tecnologia de la Universitat de Pequín.
Entre 1995 i 1996 va exercir de vicepresident de la " 九三学社 / Jiu San Society"
L'agost de 1984, l'Agència de premsa de França (AFP) que cobria els Jocs Olímpics a Los Angeles, va recollir el següent comentari: "L'agència de notícies Xinhua ha enviat 22 reporters, 4 fotògrafs de premsa i 4 membres de personal tècnic per cobrir l'esdeveniment. De l'total de 7.000 professionals de la comunicació procedents de tot el món, únicament l'equip xinès pren notes per als seus reportatges a mà En aquella època, ja ulls d'alguns occidentals, els caràcters xinesos estaven destinats a convertir-se en "la cultura abandonada per la màquina d'escriure i l'ordinador" i el poble xinès condemnat a quedar fora de l'era de la informàtica si es resistia a abandonar el seu sistema d'escriptura. Fins a tal punt es va estendre aquest corrent d'opinió que alguns acadèmics xinesos van subscriure, la idea que l'escriptura xinesa havia de "caminar pel sender comú de l'escriptura fonètica”.
El 1979 Wang Xuan va dirigir el procés per desenvolupar el sistema de fotocomposició per làser de caràcters xinesos. Des de 1981, aquesta tecnologia va aconseguir progressivament un ús estès i a gran escala a tota la Xina, el que va fer possible que els antics caràcters xinesos superessin amb èxit el llindar de la digitalització. Va patentar el sistema de tipografia de caràcters xinesos a Europa el 1982. L'èxit va posar les bases per a la reforma tecnològica que va transformar la tècnica tradicional d'impressió de paper xinès en fotocomposició làser.
Ve fundar i presidir fundació "Founders Holdings Ltd." El 1996 va ser el vicepresident de l'Associació Xinesa per a la Ciència i la Tecnologia i el 1998 va ser elegit vicepresident del Comitè d'Educació, Ciència, Cultura i Salut del novè PNB. El març del 2003, va ser elegit vicepresident del desè Comitè Nacional del CPPCC.
El 2002 Wang Xuan va donar 9 milions de yuans per la "Wang Xuan Science Research Fund "amb l'objectiu de potenciar el "Computer Institute of Beijing University".
L'asteroide 4913 Wangxuan, descobert des de l'Observatori de la Muntanya Porpra (xinès: 紫金山 天文台) de Nanquín, el 1965, porta el seu nom.

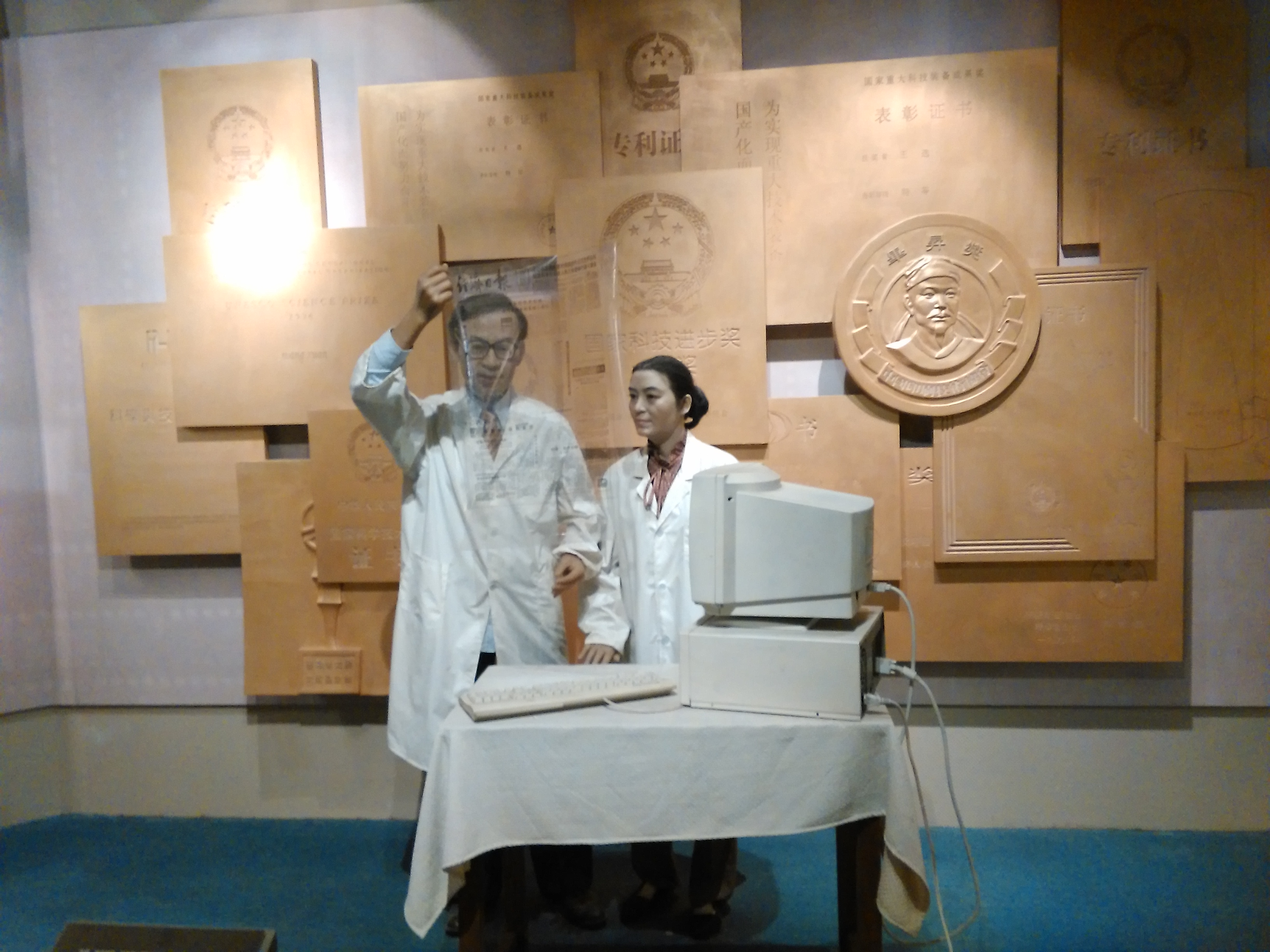
Wang Xuan al Museu de Wuxi

Va morir el 13 de febrer de 2006.

### Premis rebuts
- 1986: Medalla d'Or de la Fira Internacional d'Invencions de Ginebra[3]
- 1987: Premi Bi Shing Printing[3]
- 1995: Premi de la Fundació Ho Houng Ho Lee per la seva investigació en ciència i tecnologia[3]
- 2001: Premi estatal de ciència i tecnologia (juntament amb Huang Kun), el màxim premi de ciència xinesa[2]
- 2004: Títol honorífic d'alumne preeminent de la Universitat de Pequín